# Bulbophyllum lineare
Bulbophyllum lineare là một loài phong lan thuộc chi Bulbophyllum.